# Вашуленко Микола Самійлович
Вашуленко Микола Самійлович (нар. 1 червня 1941, с. Дмитрівка, Бородянського району, Київської області) — український мовознавець, педагог-методист, доктор педагогічних наук (1992), професор (1993), член Національної академії педагогічних наук України (з 1995). Головний науковий співробітник Інституту педагогіки НАПН України. Почесний громадянин Глухова (2009) та Коцюбинського.
Буквар співавторства М. С. Вашуленка витримав понад 30 перевидань.

## Біографія
Народився 1 червня 1941 року у с. Жовтневе (нині Дмитрівка), Бородянського району, Київської області. У 1957 році закінчив Микулицьку середню школу. У 1961 закінчив Глухівський державний педагогічний інститут (факультет педагогіки і методики початкового навчання), 1972 — філолічний факультет Київського державного педагогічного інституту.

### Кар'єра
У 1961–1964 — учитель початкових класів Шепетівської школи-інтернату Хмельницької області. У 1964–1965 — вихователь, учитель Бучанської школи-інтернату. У 1965–1969 — другий секретар Ірпінського міськкому ЛКСМУ. У 1969–1972 — учитель початкових класів Ірпінської середньої школи № 6 Київської області.
- 1972–1976 — молодший науковий співробітник НДІ педагогіки України,
- 1976–1980 — старший науковий співробітник НДІ педагогіки України,
- 1980–1985 — завідуючий відділом початкового навчання,
- 1985–1992 — старший науковий співробітник відділу початкового навчання,
- 1992–94 — завідуючий лабораторією початкового навчання Інституту педагогіки АПН України,
- 1994–1995 — заступник директора з наукової роботи Інституту педагогіки АПН України,
- 1995–2003 — гололовний вчений секретар АПНУ,
- 1996–2010 — член Президії ВАК України,
- 1999–2003 — професор кафедри української мови та методики її викладання ГДПУ,
- 2003–2007 — професор кафедри педагогіки і методики початкового навчання ГДПУ (від квітня 2008 — завідувач кафедри),
- від 2003 — головний науковий співробітник лабараторії початкової освіти.[2]

У 1976 році захистив кандидатську дисертацію «Робота над орфоепією як одна з умов формування у школярів 1–3 класів навичок орфографічного письма (на матеріалі української мови)». Присуджено вчений ступінь кандидата педагогічних наук. У 1992 році захистив докторську дисертацію «Теорія і практика навчання української мови в чотирирічній початковій школі». Присуджено вчений ступінь доктора педагогічних наук.
Підготував 5 докторів і 37 кандидатів педагогічних наук, які працюють у різних вищих педагогічних навчальних закладах України.
У 2016 році присвоєне звання Почесного професора Глухівського НПУ ім.О.Довженка. 

## Наукова діяльність
Науковий керівник авторських колективів і співавтор букварів, підручників «Рідної мови», української мови для 2, 3 і 4 класів.
Наукова діяльність пов'язана з дослідженням проблем змісту і методики навчання української мови молодших школярів.
Основні праці, за ЕСУ:
- «Орфоепія і орфографія в 1—3 класах» (1982),
- «Удосконалення змісту і методики навчання української мови в 1—4 класах» (1991),
- «Методика навчання української мови: Навч. посіб.» (1992) (співавтор),
- «Горішок: Інтегров. підруч. з грамоти, математики, ознайомлення з довкіллям для 1 кл. чотириріч. початк. школи.» (1999) (співавтор)[4].

## Нагороди та відзнаки
- Відмінник освіти СРСР (1982)
- Медаль А. С. Макаренка (1983)
- Бронзова медаль ВДНГ СРСР за підручник «Буквар» для підготовчих класів (постанова ВДНГ СРСР № 802–04.01.86 р.)
- Почесна грамота Міністерства освіти СРСР — за заслуги в розвитку педагогічної науки та у зв’язку з 60-річчям Інституту педагогіки АПН України (наказ М-ва освіти СРСР від 06.09.86 р.)
- Почесна грамота Міністерства освіти УРСР (наказ М-ва освіти УРСР № 106-к від 10.02.87 р.)
- Заслужений діяч науки і техніки України (1998)
- Відмінник освіти України (2001)
- Почесна грамота Кабінету Міністрів України (2001)
- Медаль АПН України «Ушинський К. Д.» (2006)
- Знак МОН «За наукові досягнення» (2006)
- Медаль НАПН України «Григорій Сковорода» (2011)[2]

- Державна премія України в галузі освіти 2011 року — у номінації «загальна середня освіта» за цикл робіт «Нова початкова школа» (у складі колективу)[5]